# Arbeiterwohlfahrt
L’Arbeiterwohlfahrt (AWO) est une association caritative allemande. Elle s’appuie sur l’engagement personnel de ses membres dans leur branche locale et donc sur une organisation décentralisée sous forme de fédération. Elle est l’une des six fondations les plus importantes dans le secteur caritatif volontaire et l’un des plus grands Employeur en Allemagne avec environ 145 000 salariés. Sa mission principale est de venir en aide aux personnes démunies. De nos jours, elle accompagne principalement des personnes âgées et handicapées mais gère aussi des écoles maternelles, des écoles proposant des activités extra-scolaires l’après-midi, des cliniques psychiatriques, des camps de vacances ainsi qu’un service de conseil pour les immigrés, demandeurs d’asile et personnes en situation de détresse grave.  
Elle se reconnaît dans les valeurs du socialisme démocratique libéral.

## Histoire

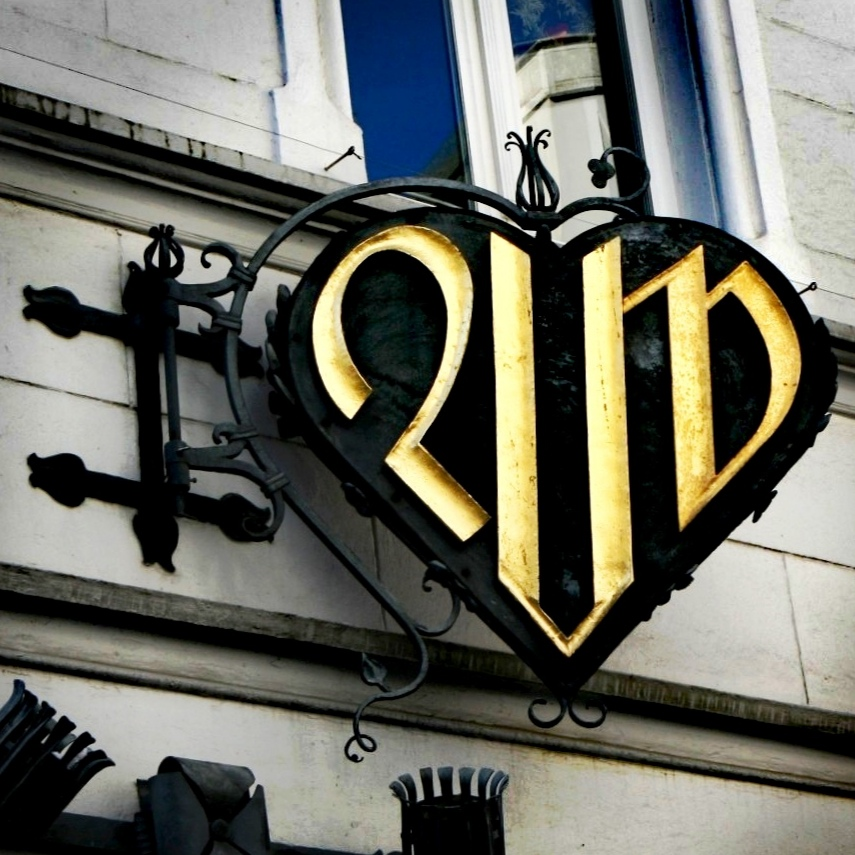
Enseigne du bâtiment de l’AWO à Lüdenscheid

Le 13 décembre 1919, Marie Juchacz (1879–1956), membre de l’assemblée nationale de Weimar, a fondé l’AWO sous le nom de commission pour l’œuvre caritative ouvrière dans la SPD. Les autres fondateurs sont, entre autres, Elfriede Ryneck (en) Lore Agnes, Walter Friedländer (de), Louise Schroeder et Hedwig Wachenheim (en). Le président du Reich, Friederich Ebert, la décrit avec la phrase suivante : « l’Arbeiterwohlfahrt, c’est l’entraide de la classe ouvrière ». Au début, l’organisation tenta d’aider les personnes en détresse après la Première Guerre mondiale en mettant en place des ateliers de couture, des cantines, des ateliers d’entraide et un service de conseil. Plus tard, elle devient une fondation d’aide pour toutes les personnes démunies.  
Après la prise de pouvoir d’Adolf Hitler, l’État a essayé en vain de la mettre au pas. L’AWO a été finalement dissoute et interdite. Certaines personnes continuèrent de travailler illégalement comme Johanna Kirchner. Elle a aidé à faire sortir de l’Allemagne des militants du mouvement ouvrier menacés par le régime.
Après la fin de la Seconde Guerre mondiale, l’AWO a été refondée à Hanovre en tant qu’association caritative indépendante de toutes confessions ou partis politiques. Elle est interdite dans la zone d’occupation soviétique et, plus tard, en RDA.   
L’exception était à Berlin-Est où l’AWO était reconnue comme une association active dans toute la ville jusqu’à la construction du mur en août 1961. Avant la dissolution de la RDA, l’organisation a été refondée le 18 février 1990 à Sonneberg grâce à Walter Knauer et Edmund Fröhlich pour englober toute l’Allemagne, soit 57 ans après son interdiction initiale.[3] Ainsi l’Arbeiterwohlfahrt est active sur tout le territoire allemand depuis la réunification. 
Le siège de la fédération se trouve à Berlin. Elle est porteuse du label DZI.  
L’AWO s’engage à respecter ses valeurs fondatrices de solidarité, de tolérance, de liberté, d’égalité et de justice.

## Organisation de l’AWO
L’AWO se compose de 30 fondations qui agissent au niveau des Lands et de leurs circonscriptions, 480 au niveau d’arrondissements ruraux et 3 800 au niveau des communes.
Elle compte 382 000 membres dont 70 000 bénévoles et 173 000 employés.
En Allemagne, elle gère plus de 14 000 établissements et services dont : 
- des foyers dont des maisons communautaires
- des services de garde pour enfants, adolescents et personnes âgées dont 2 300  crèches [3]
- des services de renseignement et de conseil par exemple pour les ressortissants étrangers, les chômeurs, les familles, les femmes enceintes, les personnes âgées, les personnes handicapées, les adolescents
- des services de soin à domicile, dont des services sociaux
- des services de consultation divers, notamment pour les entreprises
- des centres d’accueil et des ateliers pour les chômeurs, ateliers divers

L’AWO est responsable de plus de 2 000 foyers d’accueil, dont : 
- des maisons de retraite, établissements gériatriques, résidences et centres de soins pour personnes âgées
- des foyers d’accueil et des résidences communautaires pour personnes handicapées moteur ou mental
- des foyers d’accueil pour rapatriés de souche allemande et ressortissants étrangers
- des foyers d’accueil et des résidences communautaires pour enfants et adolescents
- des établissements de formation
- des instituts de santé comme des maisons de repos et des centres de cures
- des foyers pour femmes

Dans le cadre de l’association, plus de 3 500 groupes d’entraide, de bénévoles et autres organisations d’engagement social sont actifs :
- dans les clubs du troisième âge
- dans l’aide à la jeunesse
- pour les personnes souffrant d’une maladie chronique et les personnes handicapées
- dans l’aide aux familles
- dans des groupes d’entraide et de contact social
- dans des agences ou services de bénévolat
- dans des groupes de soutien pour les personnes en détresse particulière (notamment les groupes d’entraide pour chômeurs ou pour femmes)

Plus de 800 établissements et organisations indépendantes ont rejoint l’AWO et sont maintenant des membres corporatifs de la fondation.

## Partenaires de l’AWO
La Bundesjugendwerk de l’AWO est un mouvement autonome pour la jeunesse et les enfants de l’AWO créé en 1978.  Comme l’AWO, cette organisation regroupe les associations pour la jeunesse des Lands ainsi que des circonscriptions et travaille donc étroitement avec ses branches locales. Il organise des séances de travail, des séminaires et des forums pour les employés et les bénévoles. En tant que représentant des intérêts des mineurs, le Bundesjugendwerk participe à des débats politiques. L’AWO est aussi un membre fondateur de la loterie social Aktion Mensch. 

## Membres Corporatifs de l’AWO
Les associations humanitaires et sociales peuvent devenir membres corporatifs de l’AWO. L’AWO peut ainsi élargir son champ d’action, travailler sur de nouvelles problématiques et gagner des partenaires dans ses efforts sociaux et politiques.
- AWO International
- Département du Travail Social et de la Pédagogie Sociale
- Les Amis de la Nature
- Association Sociale Allemagne

## Les représentants de l’AWO
- 1919–1933: Marie Juchacz
- 1948–1949: Robert Görlinger
- 1949–1965: Heinrich Albertz
- 1965–1971: Lotte Lemke, présidente honoraire jusqu’à sa mort en 1988
- 1971–1983: Kurt Partzsch, président honoraire jusqu’à sa mort en 1996
- 1983–1991: Hermann Buschfort
- 1989–1991: Otto Fichtner
- 1991–2004: Manfred Ragati
- 2004–2008: Wilhelm Schmidt

Depuis novembre 2008, l’AWO s’est doté d’un Conseil d’Administration et d’un consortium bénévole.
- 2008-2009:  Rainer Brückers[7]
- depuis 2010: Wolfgang Stadler est le représentant du Conseil d’Administration 
[8]

## L’AWO et ses distinctions
C’est l’AWO qui attribue le badge Marie Juchacz. Ce badge est une récompense honorifique et la plus haute distinction de l’association. Le badge est nommé d’après la fondatrice de l’association, Marie Juchacz. Il est remis aux membres qui se sont illustrés par leur engagement au sein de l’association, et se sont engagés politiquement en sa faveur.
Le prix Lotte Lemke récompense les institutions, organisations, entreprises ou syndicats dont les représentants ou les employés ont travaillé, soutenu et développé les projets sociaux et initiatives nationales et internationales de l’association et ont ainsi incarné son modèle et ses lignes directives. Le prix est nommé d’après Lotte Lemke, qui a été longtemps présidente de l’association.
Le Prix de la Paix Heinrich Albertz est attribué par l’AWO depuis 1999. Il récompense une personnalité mondaine pour son engagement pour la paix sociale. 

## Opportunités d’emploi et compensations augmentées
En 2004, l’ancien président de l’AWO Manfred Ragati a félicité l’introduction de nouvelles opportunités d’emploi avec plus de compensations et a déclaré que les organismes d’aide sociale allemands proposerait au moins 30 000 nouvelles opportunités d’emploi à plus grande compensation pour les chômeurs de longue date. Néanmoins, de nombreux chômeurs se sont prononcés contre ces opportunités d’emploi, les estimant non seulement dégradantes, mais aussi contraires au principe d’égalité et de solidarité. Un groupe social allemand est entré dans le siège de l’AWO à Berlin pour l’occuper symboliquement; l’association a déposé plainte pour violation de domicile. 

## Travail Intérimaire
L’AWO a expliqué dans une conférence de presse, le 5 novembre 2010, qu’elle „rejetait le travail intérimaire systématique.“ Wolfgang Stadler, le représentant du Conseil d’Administration, a déclaré : „Il faut savoir considérer le travail intérimaire avec objectivité. C’est un système qui permet de créer des emplois et de couvrir les périodes de pointe dans les entreprises; cela implique néanmoins utilisation prudente. En tant qu’association fédérale, nous refusons l’application systématique de l’intérim. Passer par une agence d’intérimaire doit rester exceptionnel, et les travailleurs temporaires doivent être sur un pied d’égalité avec les employés permanents. À travail égal, salaire égal.“
Dans le cadre de l’accord conclu avec la convention collective Ver.di, l’AWO emploie depuis 2010 environ 15 000 travailleurs. L’association fournit des travailleurs pour une période limitée après l’expiration des périodes de contrat. Des agences proposent des employés en intérimaires pour le compte de l’AWO, une démarche qui permet à l’association d’offrir aux employés en intérimaire des conventions collectives, avec un salaire inférieur à celui des employés permanents. En Westphalie occidentale, l’AWO à ainsi permis l’emploi de 300 employés en agence. 
Pour l’AWO, plusieurs avantages en découlent : de meilleurs salaires et des réductions de taxe sur la valeur ajoutée. Il ne s’agit pas de coût de main d’œuvre, mais plutôt d’une plus grande flexibilité dans le travail, avec par exemple la couverture maladie ou les congés payés. Cependant, le syndicat Ver.di considère que la convention collective peut s’avérer désavantageuse en termes de service public et ne s’applique pas pour de nombreux employés.